# Hayward (Wisconsin)
Hayward város az USA Wisconsin államában. Lakosainak száma 2533 fő (2020. április 1.).

## Népesség
A település népességének változása:

| 2010 | 2 318 |
| 2020 | 2 533 |